# فان باتريك
فـان باتريك (بالإنجليزية: Van Patrick)‏ هو معلق رياضي أمريكي، ولد في 15 أغسطس 1916، وتوفي في 29 سبتمبر 1974 بسبب سرطان.